# Lulu Johnson
Lulu Johnson (* 7. dubna 1975 New York) je americká celebrita. Je dcerou módní návrhářky Betsey Johnsonové. Její otec, který byl sochařem, rodinu opustil několik měsíců po jejím narození. Společně s matkou moderovala Lulu Johnson od roku 2013 pořad XOX Betsey Johnson vysílaný stanicí Style Network. I ona sama se věnovala navrhování oblečení.